# Aldehuela de la Bóveda
Aldehuela de la Bóveda é um município da Espanha na província de Salamanca, comunidade autónoma de Castela e Leão, de área 70,64 km² com população de 341 habitantes (2004) e densidade populacional de 4,83 hab/km².

## Demografia
| Variação demográfica do município entre 1991 e 2004 | Variação demográfica do município entre 1991 e 2004 | Variação demográfica do município entre 1991 e 2004 | Variação demográfica do município entre 1991 e 2004 |
| --------------------------------------------------- | --------------------------------------------------- | --------------------------------------------------- | --------------------------------------------------- |
| 1991                                                | 1996                                                | 2001                                                | 2004                                                |
| 431                                                 | 395                                                 | 371                                                 | 341                                                 |